# Lingue delle isole dell'Ammiragliato
Le lingue delle isole dell'Ammiragliato sono un gruppo di lingue oceaniche del ramo delle lingue maleo-polinesiache della famiglia austronesiana. Prendono il nome dall'arcipelago delle Isole dell'Ammiragliato che appartiene a Papua Nuova Guinea.

## Classificazione

### Collocazione nell'ambito delle lingue oceaniche
Le lingue delle isole dell'Ammiragliato sono un gruppo di primo livello nella classificazione delle lingue oceaniche di Lynch, Ross et Crowley. Questo significa che per gli autori, questo gruppo di lingue è un discendente diretto della lingua proto-oceanica.
La lingua yapese potrebbe esservi collegata anche se attualmente, viene considerata una lingua isolata.
Secondo Lynch, Ross e Crowley, i membri del gruppo delle isole dell'Ammiragliato possono essere classificate secondo il seguente schema::
- famiglia dell'Ammiragliato occidentale [3]:
  - lingua wuvulu-aua [codice ISO 639-3 wuv]
  - lingua seimat [ssg]
  - lingua kaniet [ktk]
- famiglia dell'Ammiragliato orientale:
  - raggruppamento Manus:
    - raggruppamento Manus occidentale:
      - raggruppamento Manus occidentale remoto
        - lingua nyindrou [lid]
        - lingua sori-harengan [sbh]
        - lingua hermit [llf]
        - lingua bipi [biq]

      - raggruppamento Manus occidentale medio
        - lingua mondropolon [npn]
        - lingua bohuai
        - lingua levei-tulu (o drehet, lingua khehek [tlx])
        - lingua likum [lib]

      - raggruppamento est-ovest:
        - lingua mokerang o mokoreng [mft], lingua loniu [los]
        - lingua pak-tong [pkg]

    - raggruppamento Manus orientale:
      - lingua ponam [ncc]
      - lingua andra-hus [anx]
      - lingua leipon [lek]
      - lingua kurti [ktm], lingua kele [sbc], lingua ere [twp]
      - lingua koro [kxr], lingua lele [lle], lingua nali [nss], lingua titan [ttv]

  - famiglia dell'Ammiragliato sud-orientale:
    - lingua nauna [ncn]
    - lingua penchal [pek]
    - lingua lenkau [ler]
    - lingua baluan-pam [blq]
    - lingua lou [loj]

### Caratteristiche del gruppo
Le lingue delle isole dell'Ammiragliato condividono alcune  innovazioni comuni in rapporto al proto-oceanico. :
- il proto- oceanico *R diventa *y in proto-ammiragliato, prima delle vocali alte. Altrimenti, scompare.
- i clitici di possesso in proto-oceanico sono rimpiazzati da pronomi indipendenti.
- l'articolo comune na del proto-oceanico si aggrega alla parola e provoca un cambiamento fonetico dell'iniziale.